# روسلان و لودمیلا
روسلان ولودمیلا (روسی: Русла́нъ и Людми́ла) کتابی ادبی است که توسط الکساندر پوشکین، نویسندهٔ اهل روسیه نوشته شده‌است. این کتاب یکی از آثار مشهور ادبی جهان است.